# Opactwo Shrewsbury
Opactwo Shrewsbury (ang. Shrewsbury Abbey), właściwie Opactwo świętych Piotra i Pawła (Abbey Church of Saint Peter and Saint Paul) – dawny klasztor benedyktyński, znajdujący się w Shrewsbury, stolicy hrabstwa Shropshire, w zachodniej Anglii.

## Historia

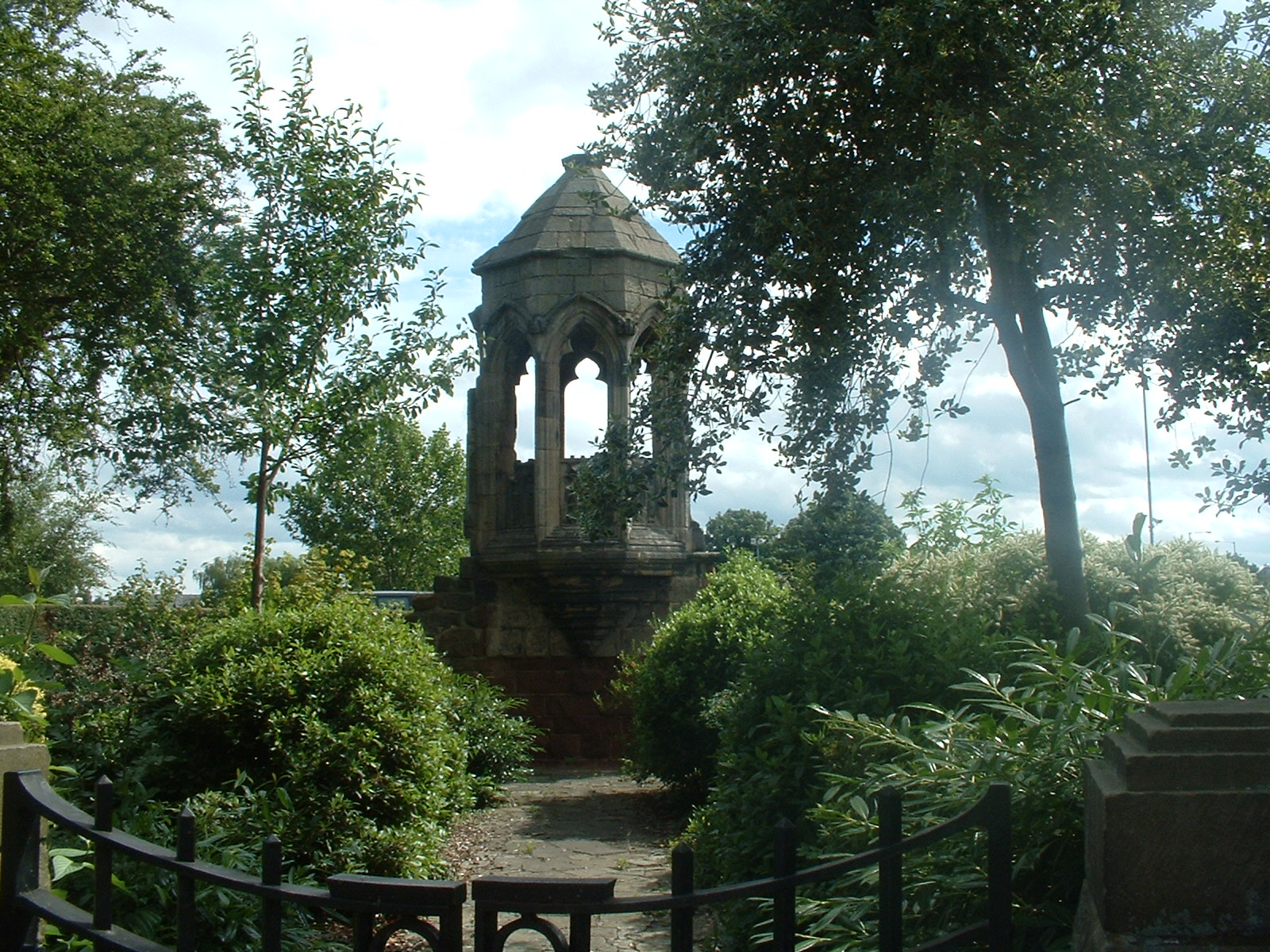
Ambona klasztornego refektarza

Opactwo zostało założone w 1083 roku przez Rogera de Montgomery, 1. hrabiego Shrewsbury. W 1138 do opactwa sprowadzono z Walii relikwie św. Winifredy i odtąd klasztor stał się miejscem licznych pielgrzymek. W latach 1283 i 1398 w klasztorze odbyły się posiedzenia dwóch angielskich parlamentów (pierwszego i tzw. Wielkiego). W 1540 cały majątek benedyktynów w Shrewsbury został przejęty przez króla Henryka VIII – w ramach przeprowadzonej przez niego kasaty – ale kościół nie przerwał działalności (wszedł do parafii Krzyża Świętego).
W XIX wieku, powstał plan całkowitej odbudowy opactwa, ale z powodów finansowych do świetności przywrócono jedynie część klasztoru. Jakiekolwiek dalsze koncepcje kontynuacji prac zostały przerwane przez wybuch I wojny światowej, a po 1918 nie zostały wznowione.

## Opactwo dziś

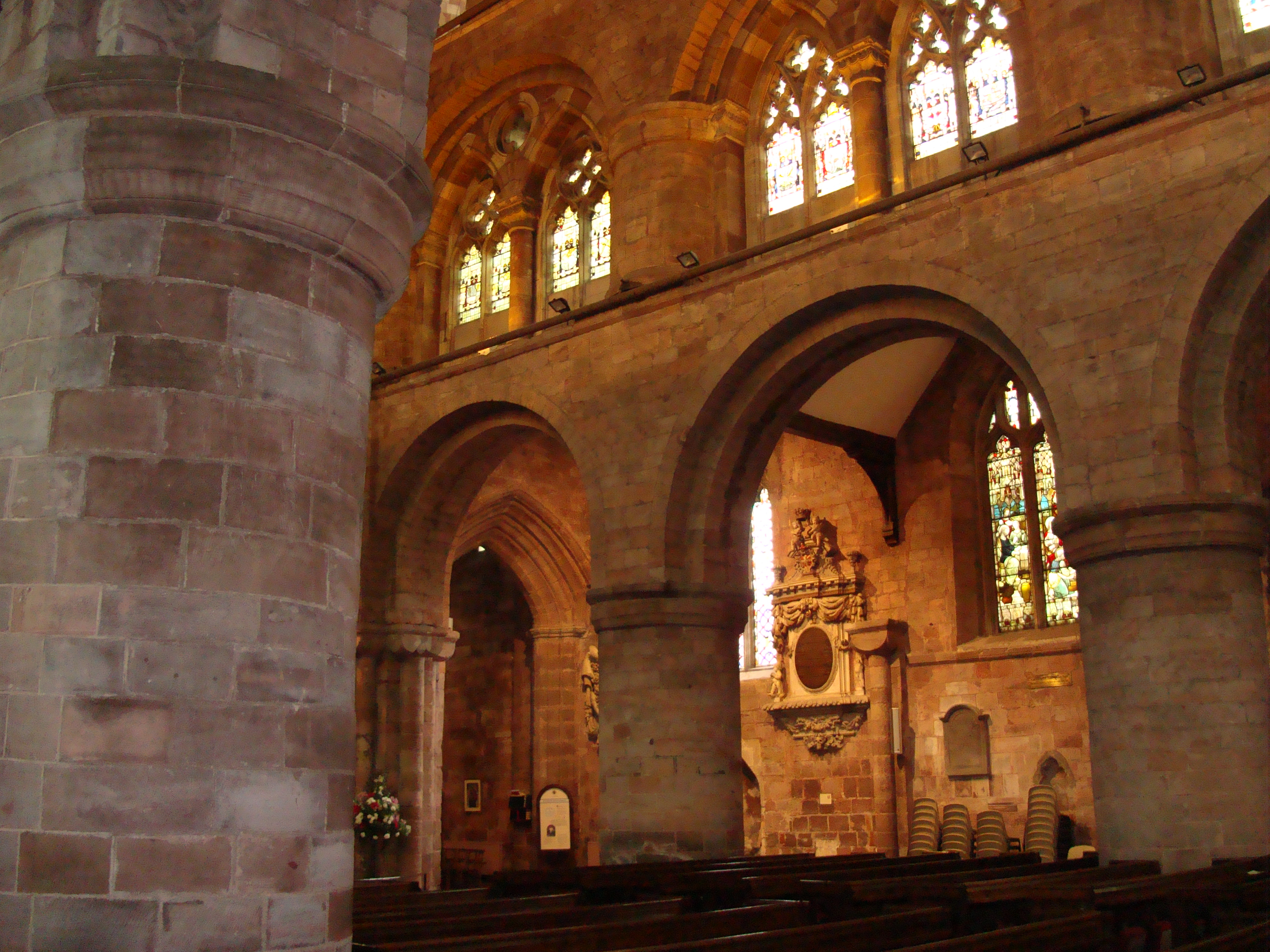
Wnętrze kościoła

Obecnie pozostałości klasztoru mieszczą się we wschodniej część miasta, w pobliżu Mostu Angielskiego (The English Bridge). Niewielki przyległy obszar w kształcie trójkąta przed wejściem do kościoła (a także przedmieście, w którym opactwo się mieści) nosi nazwę Abbey Foregate.
W średniowieczu posiadało znaczne dobra ziemskie w okolicy, jednak po przejęciu majątku przez króla część budynków została zniszczona. Jednak kilka zabudowań, wraz z kościołem pozostały do dziś. Współcześnie są częściowo rozdzielone drogą A5. Oprócz pełniącego do dziś swoją rolę kościoła, w pobliżu zobaczyć można ambonę dawnego refektarza, oraz fragment zabudowań budynku klasztornego, który obecnie jest częścią innego budynku. W 1980 roku z inicjatywy The Shrewsbury Abbey Restoration Project rozpoczęto prace nad reaktywowaniem przyklasztornego herbarium, które w 1987 otwarła pisarka Ellis Peters.

## Lista opatów klasztoru
1. Fulchred, ok. 1087-1119
2. Godfrey, 1121-1128
3. Heribert, 1128-1138
4. Radulfus, 1138-1147
5. Robert, 1150/1159-1168
6. Adam, 1168/1173-1175
7. Ralph, 1175-1186/1190
8. Hugh de Lacy, 1190-1220
9. Walter, 1221-1223
10. Henry, 1223-1244
11. Adam, 1244-1250
12. William, 1250-1251
13. Henry, 1251-1258
14. Thomas, 1259-1266
15. William z Upton, 1266-1271
16. Luke z Wenlock, 1272-1279
17. John z Drayton, 1279-1292
18. William z Muckley, 1292-1333
19. Adam z Cleobury, 1333-1355
20. Henry de Alston, 1355-1361
21. Nicholas Stevens, 1361-1399
22. Thomas Prestbury, 1399-1426
23. John Hampton, 1426-1433
24. Thomas Ludlow, 1433-1459
25. Thomas Mynde, 1460-1498
26. Richard Lye, 1498-1512
27. Richard Baker, 1512-1528
28. Thomas Butler, 1529-1540